# Storia del caffè nel XVIII secolo
Di fronte ad un brusco aumento della domanda fin dall'inizio del XVIII secolo, la coltura di Coffea arabica si ampliò rapidamente, seppur su una base genetica assai limitata; solo alcune delle varietà Typica e Bourbon vennero esportate e duplicate in tutto il mondo. Nel 1706 quattro piante vennero riportate dagli olandesi da Giava ad Amsterdam e in seguito offerte - nel 1714 - a vari orti botanici europei: questa rappresenta la cosiddetta specie Typica.
Entro il 1730 vi sono già tre denominazioni di caffè in competizione: Java, Mokha (comprendente il caffè delle attuali Antille olandesi) e Bourbon pointu (francese, a partire dal 1715 a La Réunion e successivamente di Saint-Domingue). Con lo scoppio della rivoluzione francese oltre l'80% della produzione mondiale giunse dalla Guyana olandese, dalla Colonia del Brasile e da Saint Domingue; quest'ultimo sarà principalmente riesportato, sia nel continente europeo ma anche nel Vicino Oriente, a tutto discapito del Java.

## Primi grandi mercati

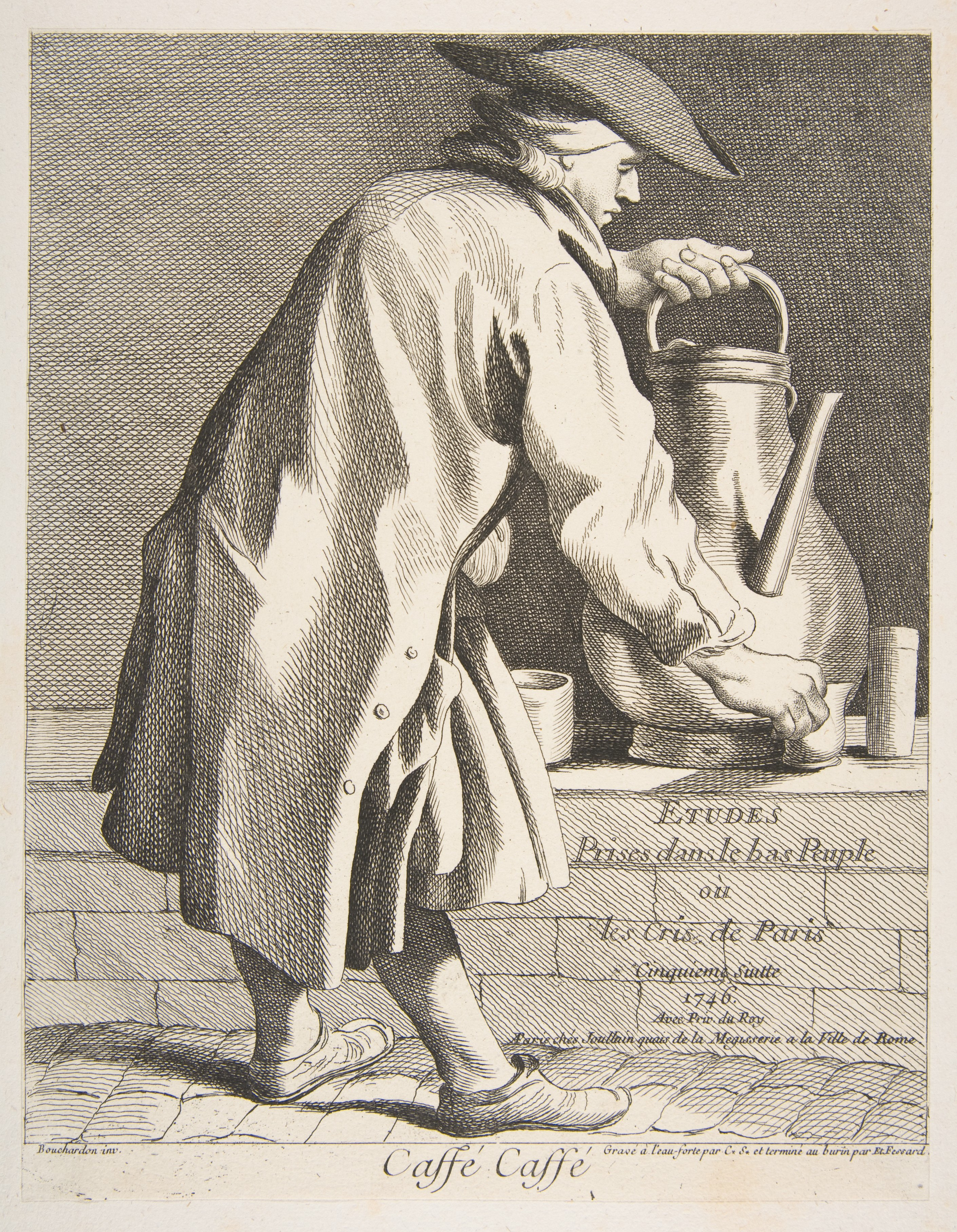
Venditore ambulante di caffè nelle strade di Parigi nella prima metà del XVIII secolo.

Sul mercato di Amsterdam il caffè venne messo all'inizio all'asta ogni sei mesi, poi ogni trimestre ed infine mensilmente. La comparazione dei prezzi del caffè di Amsterdam proveniente da Giava e Sumatra mostra un notevole divario tra il 1660 e il 1770; per il Java 3 guilder per libbra, molto di più rispetto alle aree produttive da cui proveniva il che viene spiegato dagli storici quale effetto dei larghi margini di profitto derivanti dalla monopolizzazione messa in atto dalla "Compagnia olandese". Confrontando le differenti origini del mercato di Amsterdam si può constatare che nel 1721 veniva importato ancora il 90% di Mokha, mentre già nel 1736 la proporzione si era rovesciata a favore del Java, la cui produzione era appena decollata. Il caffè giavanese venne infine battuto da quello della Guyana olandese, che venne a costare solo 6 fiorini. Nella seconda metà del XVIII secolo i prezzi sul mercato di Amsterdam stabiliti su base mensile furono abbastanza simili tra le importazioni giavanesi e quelle americane; ciò dimostra come l'economia globale del caffè si stesse facendo sempre più integrata. Durante il secolo precedente i prezzi avevano oscillato molto di più, a seconda dell'arrivo di ogni battello carico, ancora abbastanza raro.
Da 12 a 15.000 tonnellate di caffè annuali prodotte dallo Yemen provenivano da piccole aziende agricole del tutto prive di una qualsiasi vocazione professionale; cominciò inoltre ad essere commercializzata anche una varietà proveniente da Surat. I prezzi yemeniti seguirono una regolarità minore, ma anch'essi entro la fine del secolo di avvicinarono a quelli di Amsterdam.
A Marsiglia il 90% del caffè riesportato prendeva la via per Istanbul, andando a sostituire dal 1770 quasi del tutto i propri concorrenti sulla piazza dell'Impero ottomano. Il commercio a Le Havre, col caffè proveniente anche da Martinica, aumentò da 2.600 tonnellate nel 1666 a 6.605 nel 1777 fino a toccare le 15.000 tonnellate nel 1799, più di 1/3 di tutte le importazioni francesi. A Nantes, originariamente porto dello zucchero, una delle prime due fortune milionarie della fine del secolo fu quella realizzata dall'armatore e negoziante Louis Drouin, attivo nel caffè di Saint-Domingue, ove possedeva le forniture quasi complete di tutti i magazzini e piantagioni.
Ma il grande vincitore risultò essere Bordeaux, dove la riesportazione del caffè crebbe del 300% dal 1778 al 1786. Le esportazioni dal porto dell'Aquitania furono del 400% superiori a quelle di Le Havre, del 300% rispetto a quelle di Nantes e del 200% rispetto a quelle di Marsiglia. Nel 1786 vennero importate 65.000 tonnellate di zucchero, per un valore di 29,4 milioni di livre e 28.000 tonnellate di caffè (pari a 24,3 milioni). Il commercio coloniale di Bordeaux nel corso della rivoluzione americana rappresentò il 25% dell'intero commercio di zucchero (derivato dalla canna da zucchero), il 70% di quello del caffè, il 30% di quello dell'indaco; il singolo prodotto che invece registrò un calo delle importazioni pari al 38% fu il cacao.

## "Spedizioni di Mokha" e impianto a Riunione
La caffeicoltura, al termine del monopolio olandese sulle importazioni, moltiplicò di 25 volte le sue dimensioni tra il 1735 e il 1743. Gli inizi furono più lenti; i corrieri-corsari di Saint-Malo organizzarono tra il 1708 e il 1715 ben 3 "spedizioni di Mokha" doppiando il Capo di Buona Speranza. La prima permise loro di portare 1.500 tonnellate di caffè in patria.

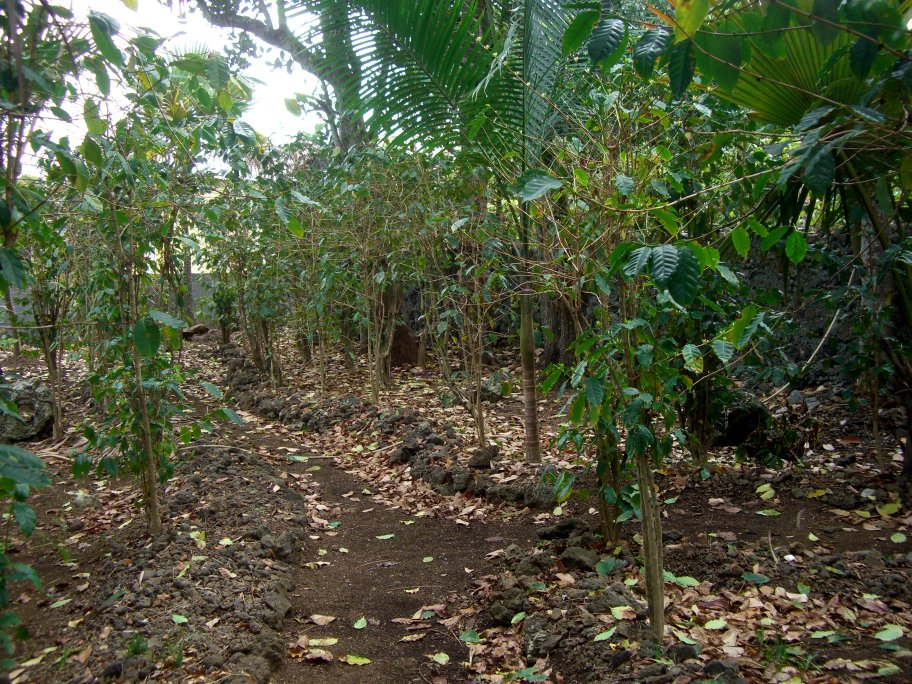
Piantagione a Riunione.

Nel 1712 il regno di Francia e la Repubblica delle Sette Province Unite prepararono gli accordi di pace che dovevano essere firmati nel corso del Trattato di Utrecht. Il borgomastro di Amsterdam De Brancas, successore di Nicolaes Witsen, offrì a Luigi XIV di Francia una pianticella di Coffea la quale però morì rapidamente. Il colonnellò dell'artiglieria di Ressons-sur-Matz riuscì a procurarsene un'altra di contrabbando. Il medico e botanico Antoine de Jussieu, sovrintendente della serra del giardino reale (il futuro Jardin des Plantes), fece pubblicare nel 1713 un'interessante descrizione della pianta nelle sue Mémoires de l'Académie des sciences. Prima di morire il "Re Sole" riuscì felicemente a moltiplicare la Coffea.
Gli olandesi inviarono un'altra pianta al sovrano ufficialmente nel 1714; il re la curò personalmente nei propri giardini privati situati a Marly-le-Roi. Chiese all'ufficiale di marina Guillaume Dufresne d'Arsel di partecipare alla seconda "spedizione di Mokha" per riportarne altre. La corte di Versailles apprezzò il gusto del caffè, tantoché la Compagnia francese delle Indie orientali diede a d'Arsel la responsabilità d'impiantare gli arbusti provenienti da Mokha a La Réunion (allora chiamata "Bourbon") - nel bel mezzo dell'Oceano indiano - attraverso una terza "spedizione di Mokha"; ricevette l'ordine di partire con "L'Auguste" del capitano M. De la Boissière il 27 giugno del 1715.
In settembre 6 piante di Mokha, offerte questa volta dal sultano dello Yemen, vennero fatte attecchire a Saint-Paul sotto la supervisione del governatore Antoine Desforges-Boucher. La "Compagnia francese" organizzò per intero la produzione, acquistò i semi, costruì depositi e strade; offrì infine concessioni gratuite a qualsiasi colono di età compresa tra i 15 e i 60 anni che accettasse di occuparsi della crescita di almeno 100 piante.

## Gli olandesi impongono la coltura a Giava
Nel 1720 gli olandesi imposero la coltura del caffè alla popolazione di Giakarta e della zona montagnosa di Priangan a Giava Occidentale. Ai capi distrettuali venne richiesto per contratto di consegnare una certa quantità di caffè ogni anno; si dovettero assicurare che gli indigeni lo piantassero, ne mantennessero la coltivazione ed infine che ne fornissero la quantità necessaria e di buona qualità.

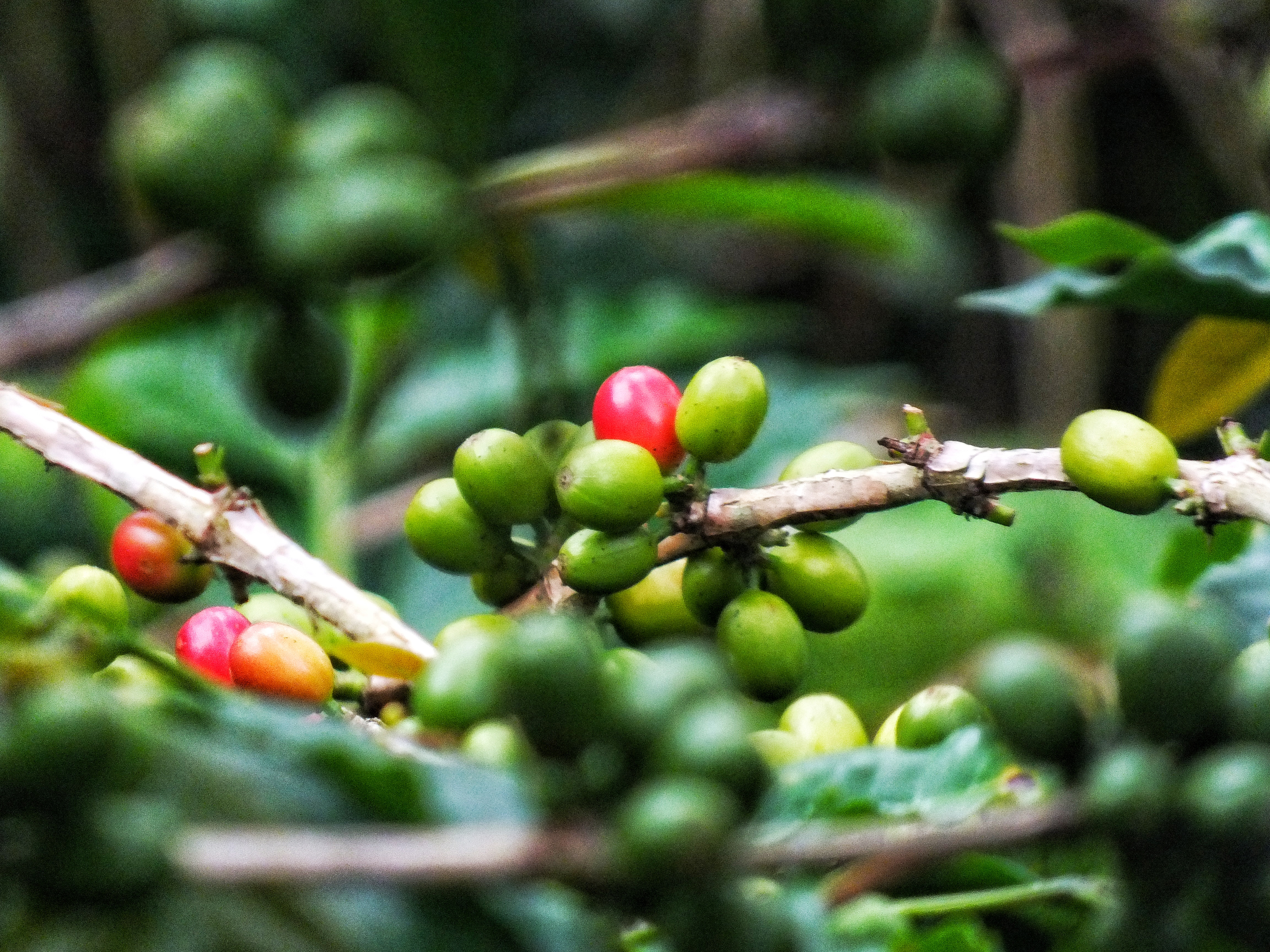
Grani di Coffea ad Aceh.

Nella provincia di Batavia il caffè fu coltivato con successo anche a Gambir (distretto di Giacarta Centrale), a breve distanza dal palazzo presidenziale e a Jatinegara (distretto di Giacarta Orientale); i volumi e la quantità richiesti furono consegnati tempestivamente. Nelle altre parti di Giava e nelle isole esterne, Sumatra Occidentale e nelle Molucche, la popolazione si dimostrò invece maggiormente riluttante e pertanto risultarono necessari degli incentivi finanziari. Nel 1724 un milione di libbre di caffè furono inviati ad Amsterdam, 4 milioni nel 1727 e 6 milioni nel 1736: ai raccoglitori si consegnò un fiorino olandese per libbra. La raccolta venne organizzata dai capi villaggio; il prezzo pagato agli agricoltori fu solamente una frazione di quello ricevuto dai raccoglitori.
Durante la seconda metà del XVIII secolo la coltura venne estesa anche al centro dell'isola, seppur su scala più limitata; mentre la spinta in direzione dell'intera Giava e degli altri isolotti circostanti avvenne per opera del governatore generale Daendels (1808-11) e degli amministratori che gli succedettero.

## Francesi a Martinica, Guadalupa e Guyana
Le prime piante di caffè vennero introdotte nelle Americhe attraverso la Guyana olandese nel 1718. Due anni più tardi al capitano di fanteria Gabriel de Clieu fu permesso di tornare alla sua isola di Martinica con 2-4 piante olandesi; dopo un viaggio travagliato solo un singolo esemplare riuscì a giungere a destinazione.

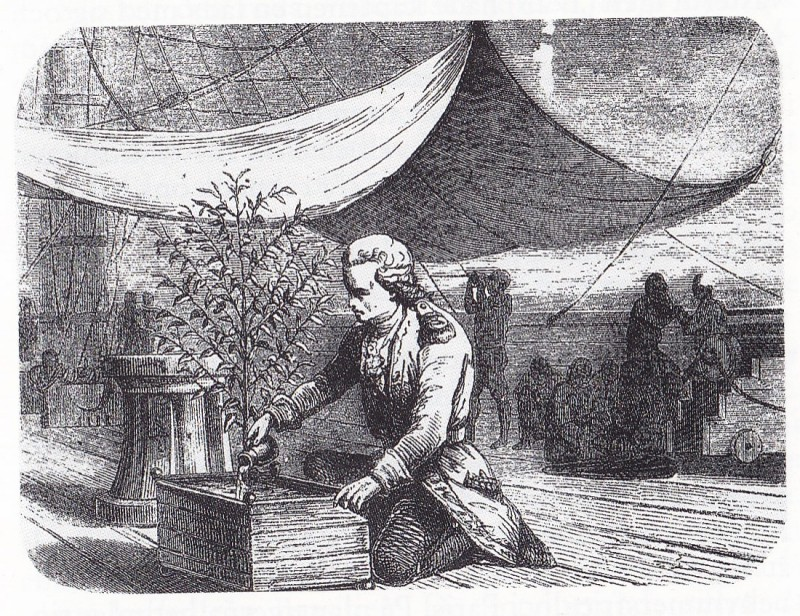
Gabriel de Clieu mentre annaffia la propria pianta di caffè a bordo della nave che lo condurrà a Martinica.

Nel 1721 venne raccolto un chilogrammo di bacche. L'isola tuttavia contava solo 200 coloni nel 1726, questo almeno secondo gli scritti di Jean-Baptiste Labat. Nel 1723 ne vennero affidate alcune anche al colonnello delle milizie Claude de la Garrigue de Survilliers. Il 7 novembre del 1727 una terribile tempesta distrusse la maggior parte degli alberi di cacao, rendendo in tal modo provvidenzialmente disponibile la terra per il caffè, seppur questo non raggiunse mai la stessa estensione che avrà a La Réunion. Questi germogli si riprodussero felicemente e negli anni 1770 vi erano 18.680 alberi di caffè a Martinica i quali permisero il trapianto e la diffusione generalizzata della coltivazione a Saint-Domingue, a Guadalupa e nelle colonie americane dell'impero spagnolo. L'isola rimarrà competitiva per un breve periodo di tempo, ma sarà presto sbalzata dall'espansione maggiormente competitiva di Riunione.
Il successo non arrise invece alla Guyana francese. François de La Motte-Aigron, luogotenente del re e governatore di Cayenna ad interim, si trasferì nella Guyana olandese nel 1725 con l'obiettivo di procurarsi alcuni alberi da far trapiantare successivamente nelle terre di sua proprietà; ne raccolse e seminò più di 1.200 piedi. Nello stesso lasso di tempo gli olandesi potenziarono le proprie piantagioni di Giava e della Guyana olandese, lasciando in tal modo ben poco spazio alle colonie francesi in un mercato mondiale ancora relativamente ristretto. Il caffè, esteso intanto fino a Guadalupa, ebbe molto più successo a La Réunion e Saint-Domingue rispetto che nella Guyana francese e a Martinica.
Tra il 1748 e il 1790 furono invece la Capitaneria generale di Cuba, il Vicereame della Nuova Spagna e la Capitaneria generale del Guatemala ad ottenere risultati assai proficui.

## Origini del caffè brasiliano
All'incirca nel 1727 Giovanni V del Portogallo inviò il sergente Francisco de Melo Palheta nella Guyana francese per ottenere i primi semi di caffè che sarebbero diventati parte del mercato dell'impero portoghese. Francisco ebbe inizialmente notevoli difficoltà ad ottenerli ma, affascinando la moglie del governatore francese, riuscì a farsene consegnare abbastanza per poter avviare la caffeicoltura nella Colonia del Brasile.
La coltivazione crebbe inizialmente non molto lontano da Rio in un convento dell'ordine francescano, che la presentò al viceré portoghese nel 1774. Dopo un avvio difficile nella regione amazzonica dell'attuale Grão-Pará fu introdotto in un primo tempo nella Regione Nordest del Brasile. Essendo una zona soggetta a siccità, non si ottennero risultati costanti. 
Tra il 1779 e il 1806 la colonia brasiliana esportò solo una quantità minimale di caffè, ancora del tutto insignificante nel mercato internazionale. L'uso degli schiavi venne introdotto immediatamente, in quanto lo schiavismo era già stato ben sviluppato all'interno del paese come istituzione su larga scala, causato dal primo boom minerario del XVIII secolo; durante questa evoluzione, Rio, con una popolazione relativamente scarsa per tutto il XVI e XVII secolo, gradualmente venne a sostituire Salvador come maggior sede di depositi di raccolta, fornendo la giunzione alle regioni minerarie d'oro situate all'interno.

## Riunione rompe il monopolio olandese
La caffeicoltura di Riunione decollò nel 1735, un anno prima dell'abolizione del monopolio sulle importazioni detenuto dalla Compagnia olandese delle Indie orientali. Il flusso di caffè Bourbon raggiunse la cifra di 100.000 libbre annuali, per schizzare a 2,5 milioni nell'anno record 1744.

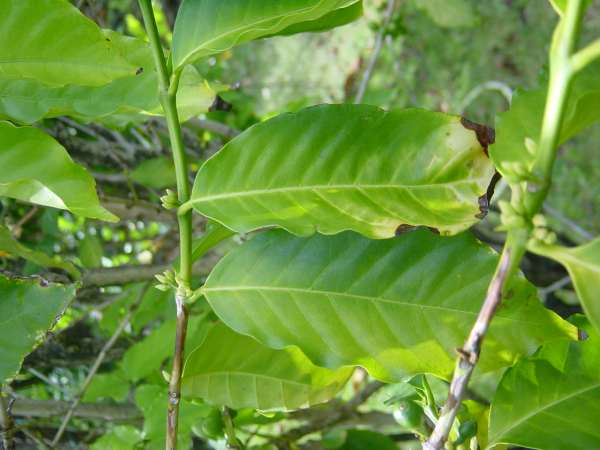
Foglie di caffè Bourbon originario di Riunione.

L'isola acquistò parallelamente almeno 1.500 schiavi all'anno dai mercanti arabi di Zanzibar; nel 1754 raggiunsero le 17.000 unità, quando appena 50 anni prima risultava essere quasi deserta.
L'impianto produsse chicchi più piccoli e fu considerato una diversa varietà della Coffea arabica conosciuta: la Bourbon pointu venne considerata la "marca" migliore esistente al mondo. Il caffè di Santos in Brasile e quello dello Stato di Oaxaca nel Messico rappresentano a tutt'oggi la progenie di quei primi alberi di "Bourbon".
I possibili lauti profitti fecero accorrere un numero sempre maggiore di coloni, ma il boom durò poco; il prezzo si ridusse gradualmente a 6 sou nel 1731, a 5 nel 1735 e a 4 nel 1744; mentre il caffè fu venduto nel Regno di Francia da 11 a 12 sou per libbra. Inoltre il valore d'acquisto del prodotto dal 1742 in poi dovette scendere ulteriormente a causa della dichiarata concorrenza proveniente dalle Indie occidentali. Infine i parassiti naturali ridussero la produzione a quasi zero nei 5 anni che seguirono. Nel 1747 giunsero a danneggiare gravemente il caffè, facendo diminuire le colture e morire gli alberi; tale fenomeno sembrò aggravarsi nel 1749.

## Origini del caffè indiano

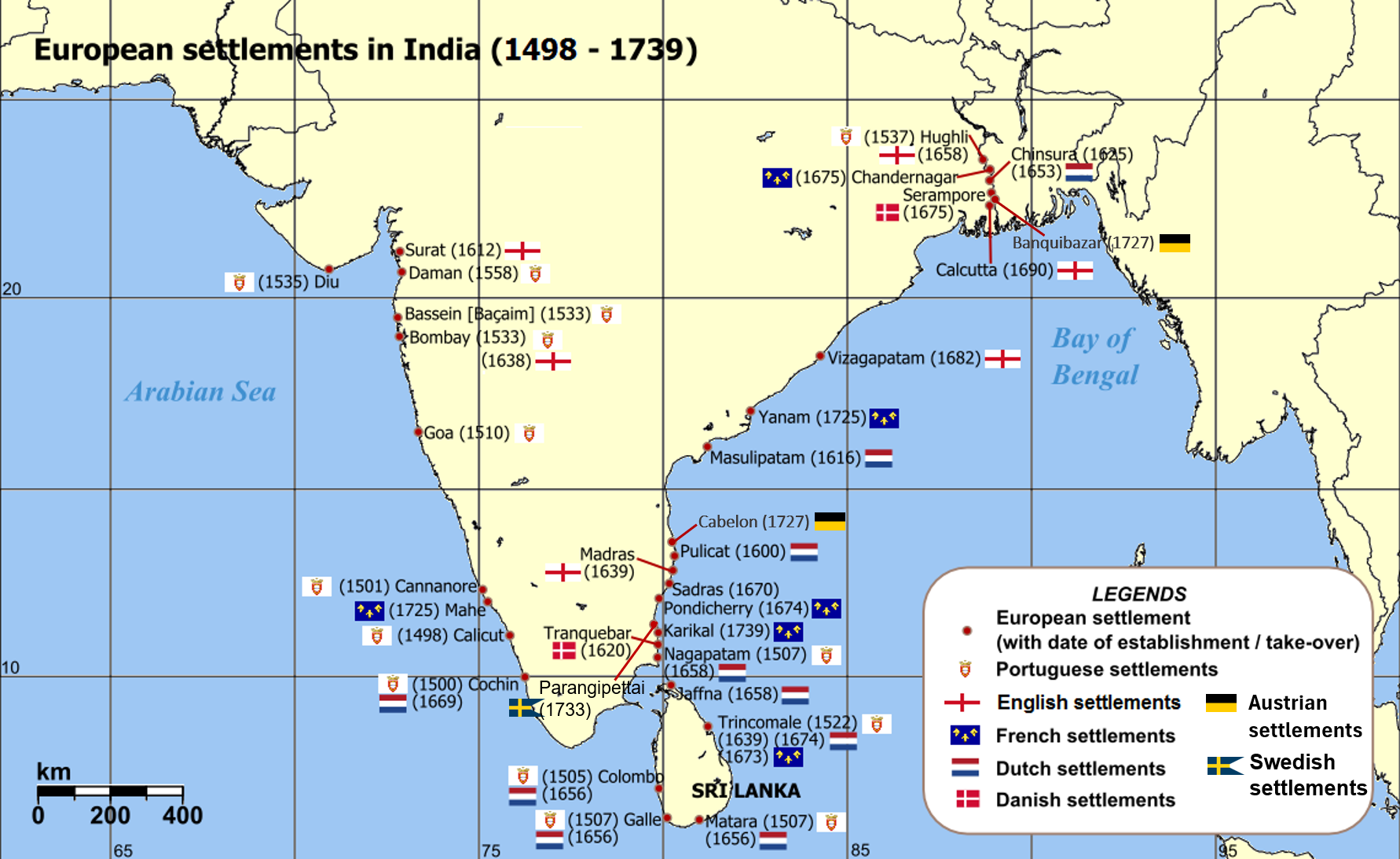
I primi insediamenti europei nel subcontinente indiano.

Gli odierni alberi di caffè dello Sri Lanka e dei Nilgiri appartengono alla specie di montagna originaria dalla Coffea arabica dello Yemen; si trovano in vallate a media altitudine con notti molto fresche e asciutte. I suoi inizi risultarono però essere relativamente difficili.
La Coffea venne introdotta nel subcontinente indiano ben prima del sopraggiungere degli europei, per merito di un "santone" del Sufismo denominato "Bada Budan"; presto seguirono le prime colture nel distretto di Chickmagalur e nel distretto di Kodagu nell'odierno Karnataka verso il 1670. Da allora le piantagioni si stabilirono nella regione estendenosi via via sempre più in direzione Sud.
I francesi, spinti dai successi ottenuti a La Reunion, tentarono di introdurre la coltivazione nei propri possedimenti. I nuovi punti di riesportazione e vendita sostenuti dalla compagnia francese delle Indie orientali (stabiliti a Gedda, Bassora, Pondicherry, Chandannagar e Patna) risultarono invece dei parziali fallimenti nonostante il notevole impegno profuso. Il governatore consigliò quindi di non incoraggiare la coltivazione del caffè, ma di aumentare quella delle colture alimentari (tipo grano, mais e manioca) per tenere rifornito il mercato ed evitare in tal modo il rischio di una carenza.
A partire dagli 1740 gli amministratori della Compagnia olandese delle Indie orientali nell'India olandese, il barone Gustaaf Willem van Imhoff e i suoi successori van Golleness e Joan Gideon Loten tentarono di coltivare il caffè associandosi anche al Regno di Kandy, ottenendo però dei ben magri risultati; alla fine non fu abbastanza competitivo nei confronti di quello di Giava. Nel 1762 la produzione non riuscì a superare le 50 tonnellate.

## Predominio della Guyana olandese
Il 1750 segna un anno di svolta e rottura; la curva della produzione di zucchero nella regione, crescente nella prima metà del secolo, iniziò a crollare,  venendo sempre più sostituita dal caffè, la cui coltura avrebbe rappresentato circa i 3/4 delle esportazioni coloniali verso Amsterdam e Rotterdam nel periodo 1772-76 quando raggiunse un picco di 7.615 tonnellate annue. Il 1º maggio del 1753 il banchiere e borgomastro di Amsterdam Willem Gideon Deutz costituì una società di prestito con un capitale di un milione di fiorini olandesi, che aumentera rapidamente fino a 3,7 milioni. Durante la crisi finanziaria di Amsterdam il 28 dicembre del 1772 la "Clifford Bank" affondò lasciando 5 milioni di guilder di passività; arricchitasi dalle proprie piantagioni nella Guyana olandese si era diversificata verso lo scambio di obbligazioni russe. Nella Guyana olandese i piantatori non furono più in grado di pagare interessi elevati; si videro perciò confiscare le piantagioni, che passarono nelle mani dei loro creditori.

## Saint-Domingue guida l'offerta mondiale
Il territorio francese oltremare di Saint-Domingue vide la prima pianta di caffè nel 1734. Nel 1738 la caffeicoltura era già praticata con sicurezza sulle colline attorno a Limonade e a partire dal 1743 anche nell'area corrispondente all'attuale Dipartimento dell'Artibonite, fino a Mirebalais sulla frontiera spagnola. Del tutto ignorata dall'élite dell'aristocrazia rappresentò invece la principale attività dei liberti - modeste persone di colore - e poi dei ricchi mercanti della Guascogna e di Saintonge (come i 4 fratelli Segiuneau sopraggiunti nel 1745). A metà del secolo la produzione assunse un ruolo orientato all'esportazione, concentrandosi sull'uso della manodopera schiava. Dopo la guerra dei sette anni i coloni francesi vendettero le piantagioni di zucchero nella parte centrale dell'isola nei pressi del confine agli spagnoli. Il denaro in tal modo ottenuto venne riciclato per acquistare nuove terre, più convenienti perché ripide e di difficile acceso.

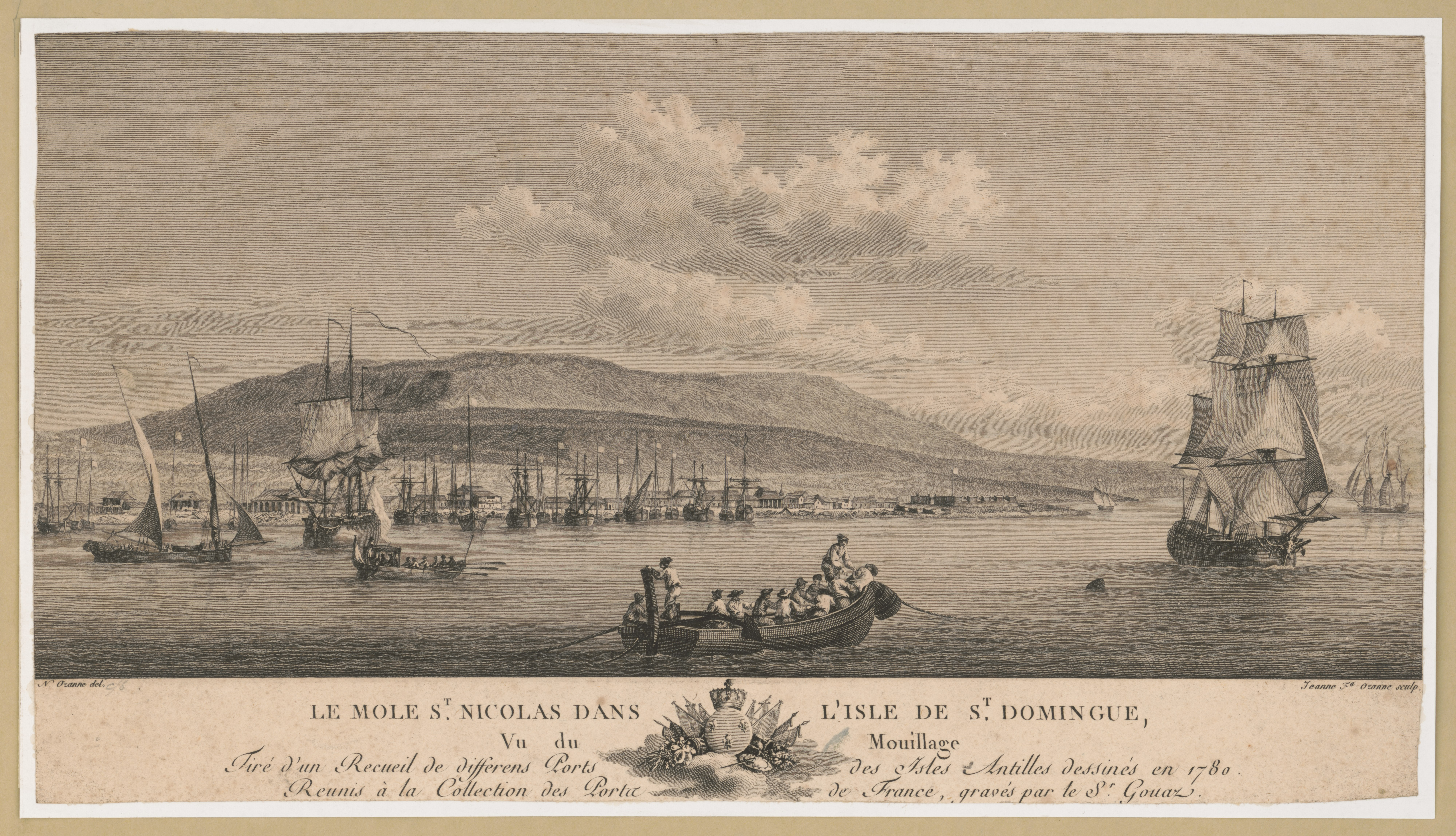
Saint-Domingue nel 1780, vista dal molo Saint-Nicolas (disegno di Pierre Ozanne).

Questa tendenza accelerò a seguito del "Trattato di Aranjuez" del 1777, che assicurò il confine nella vallata media e superiore dell'Artibonite. I vecchi mulini per lo zucchero furono sostituiti negli altopiani da un'operazione pianificata di massiccia introduzione del caffè, impoverendo gradualmente il suolo e incoraggiando sempre più il deflusso incontrollato delle acque. La metodologia fu quella della coltivazione intensiva, applicata insieme alla deforestazione dell'isola; si praticò l'irrigazione delle piantagioni in monocoltura e liberate dalla foresta, con l'intento di rispondere rapidamente agli elevati bisogni occidentali.
L'impero coloniale francese visse una "rivoluzione del caffè" a Saint-Domingue tra il 1755 e il 1789. Nel 1767 le esportazioni risultarono essere poco più di 1/4 rispetto a quelle dello zucchero. n 3 decenni la produzione aumentò di 11 volte, passando da 7 a 77 milioni di libbre; da 34.000 a 37.500 tonnellate, con alcune fonti che arrivano ad ipotizzarne fino a 40.000. Solo nel 1789 la produzione crebbe del 15%. Delle 39.000 tonnellate importate nel regno di Francia i 5/6 (34.000 t.) provenivano da Saint-Domingue, che giunse a produrre tanto caffè quanto zucchero. Nello stesso periodo, dal 1763 al 1789, la produzione di zucchero si attestò invece al 40% del fabbisogno mondiale.
La caffeicoltura avrebbe avuto in seguito una grande influenza sulla geografia dell'intera America Latina. L'eccitazione del mercato mondiale nei confronti del caffè portò ad accelerare la tratta negriera, con la deportazione di 28.000 africani all'anno tra il 1784 e il 1789, il doppio rispetto al periodo 1766-71. Per far fronte alla crescente domanda i commercianti di schiavi asservirono molti prigionieri di guerra nel Congo francese (l'attuale repubblica del Congo), nonostante il fatto venissero considerati più difficili da controllare. Tuttavia le terribili condizioni di vita in cui si trovarono a lavoravare vennero a costituire uno dei principali fattori scatenanti della rivoluzione haitiana degli anni 1790. L'industria del caffè da allora in poi non fu mai più completamente recuperata.
Il caffè di Saint-Domingue venne principalmente riesportato, in Europa ma anche in Oriente, a scapito di quello di Giava. Si attuò anche il contrabbando con i porti della Nuova Inghilterra, sconfiggendo i rivali della Guyana olandese e della Giamaica. Dopo la rivolta degli schiavi del 1791 e le guerre che ne seguirono la produzione di caffè ad Haiti scese di 3/4 fino a sprofondare a 9.000 tonnellate nel 1818, facendo in tal modo montare rapidamente - ancora una volta - i prezzi globali.

Evoluzione della colonizzazione europea nel bacino del Mare Caraibico a partire dal XVIII secolo.

## Inizi in Giamaica
La Colonia della Giamaica conobbe il caffè a partire dal 1728, anno in cui il governatore inglese Nicholas Lawes fece acclimatare la pianta nell'isola. L'amministrazione britannica tentò di attivare la produzione di caffè utilizzando incentivi fiscali, mentre al contempo tassò la coltivazione dello zucchero con il Sugar and Molasses Act del 1733, per ridurre il potere dei distillatori di rum della Nuova Inghilterra. Ma tali vantaggi fiscali non si rivelarono sufficienti per entrare in competizione diretta col caffè haitiano, sempre più economico; questo suscitò la gelosia dei piantatori giamaicani i quali incolparono la Nuova Inghilterra dei danni da loro subiti a causa del favoriritismo nei confronti del caffè francese.
Il dibattito degenerò: l'assemblea dei piantatori giamaicani dichiarò che la pratica da parte dei commercianti del Rhode Island di fare prezzi troppo bassi fosse un vero e proprio atto di "fellonia" (rottura di contratto) e attivarono nei giornali di Boston una campagna pubblicitaria per lamentarsi e denunciarne il fatto; questo mentre in città si firmavano petizioni contro un sistema fiscale che, a suo dire, favoriva troppo i giamaicani.
Nel 1773 il langravio Federico II d'Assia-Kassel vietò l'indebitamento con tasso d'interesse sul caffè, penalizzano così i suoi principali fornitori rappresentati dalle Indie occidentali britanniche, da Grenada e da Dominica. I commercianti tedeschi, che tradizionalmente acquisivano gran parte del raccolto grenadino, rimasero impediti dall'assumere consegne. La colonia giamaicana divenne pertanto per il 90% dipendente dal mercato inglese europeo, mentre vendette soltanto il 10% del suo caffè nelle Tredici Colonie.
L'esportazione di caffè giamaicano mostrò un modesto aumento negli anni 70 del secolo, per poi ridiscendere dopo il 1780. Nel 1783 il mercato londinese ridusse di 2/3 le imposte sul caffè, misura che produsse i suoi effetti solo dopo 5-6 anni, il tempo necessario per far riposare le piante. La conseguenza finale fu che le esportazioni di caffè giamaicano pesarono soltanto per il 2% rispetto a quelle di Saint-Domingue.
Nell'ottobre del 1786 i francesi fecero delle concessioni commerciali accettando l'uso di navi americane per l'esportazione del loro caffè, i cui prezzi risultavano in costante decremento; arrivarono nel 1791 a rifornire per più di 3/4 l'intero fabbisogno dell'America del Nord.

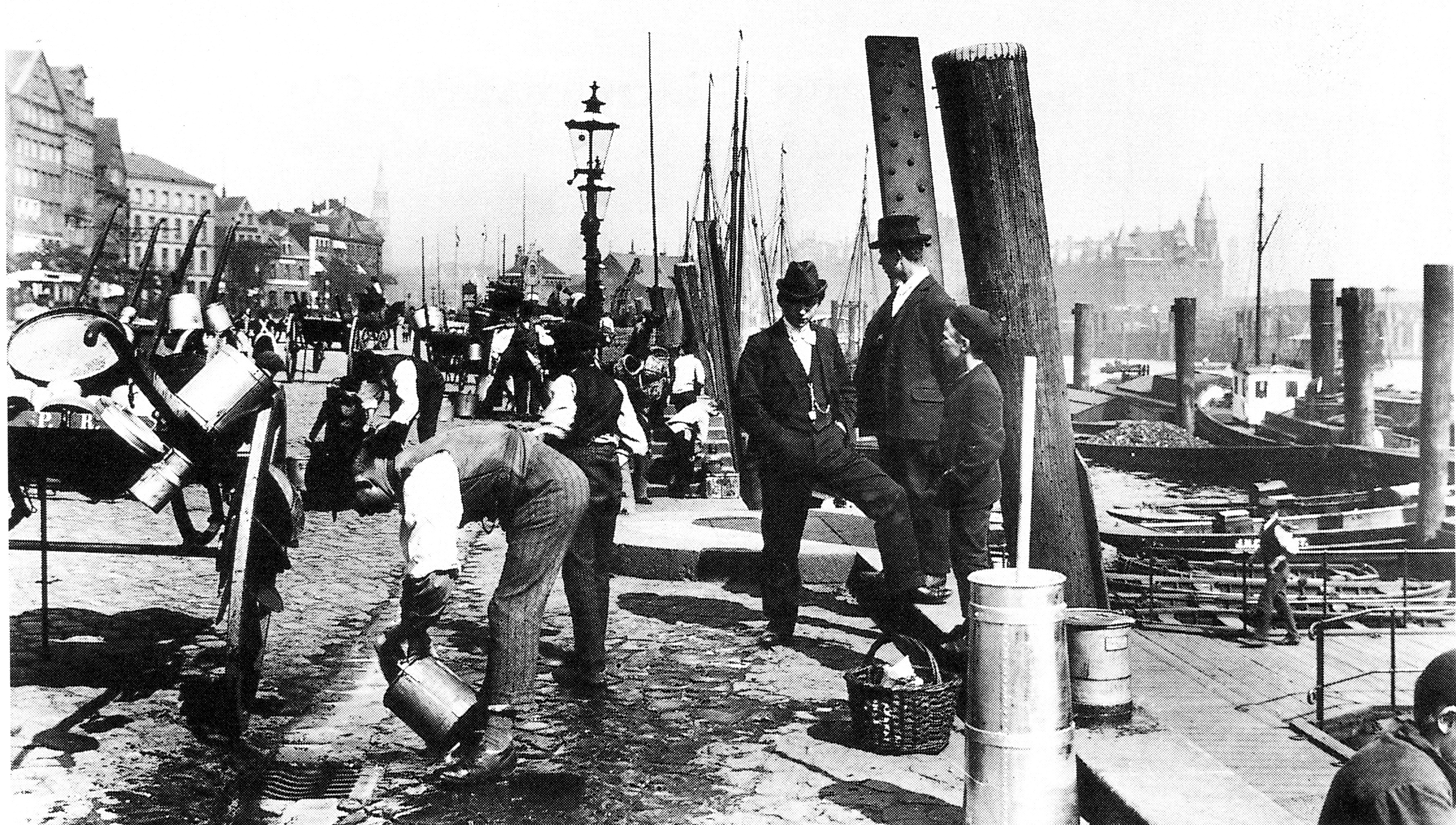
Attività al porto di Amburgo alla fine del XIX secolo.

## Dominano i porti tedeschi
Come conseguenza immediata della rivoluzione haitiana i commercianti francesi non poterono più fornire ai loro clienti europei gli approvvigionamenti necessari di caffè, la cui coltura era metà di quella mondiale. Le merci, con i prezzi in costante salita, cominciarono ad essere consegnate dalle navi statunitensi il cui traffico venne catturato dai porti principali del settentrione tedesco (Amburgo, Lubecca e Brema), per un totale di 18 milioni di dollari nel 1799.
Gli armatori francesi come Louis Drouin di Nantes beneficiarono soprattutto di ottimi contatti mercantili con i piantatori della parte meridionale di Saint-Domingue; ma da un certo momento in poi non poterono più far fronte alle richieste in quanto la rivoluzione haitiana aveva destabilizzato l'intera regione. L'ultima nave inviata da Drouin salpò il 31 dicembre del 1792.
I mercanti tedeschi attirarono queste navi accettando di pagare fino a 2/3 del valore totale delle merci appena queste fossero state consegnate, al fine di trarne profitto nella vendita al dettaglio grazie all'esplosione della domanda. Fino a quel momento erano stati pagati principalmente con commissioni.L'intensa speculazione sullo zucchero, sul caffè e sul cotone creò un eccesso di fornitura nel 1799, il che portò nelle casse degli speculatori meno denaro favorendo al contempo i maggiori commercianti. L'azienda finanziaria di Caspar Voght e Georg Heinrich Sieveking in particolare riuscì a costruirsi un'enorme fortuna. La variazione del numero di mercantili attraccati nel porto di Amburgo tra il 1790 e il 1799 crebbe del 43% e, secondo la merce importata, di + 42% per il cotone, + 98% per lo zucchero e un + 111% per il caffè.
Anche se il commerciò cominciò a spostarsi in direzione dei porti tedeschi già prima dell'occupazione francese dei territori olandesi nel 1795, la chiusura del Reno amplificò il processo. Tra il 1795 e il 1866, 39 mercanti indipendenti e 80 case commerciali britanniche si trasformarono in borghesia amburghese. Il porto di Amburgo si specializzò in caffè di origine francese fin dalla metà del XVIII secolo, importando dal 1763 al 1776 circa 25 milioni di kilogrammi di caffè e 22,5 milioni di zucchero; questo grazie ai trattati stipulati tra il regno di Francia e la Lega anseatica.
Già nel 1789 Amburgo assorbì il 45% delle ri-esportazioni francesi di caffè, 2/5 dei quali passavano a Bordeaux, e il 25% di quelle di zucchero. Nello stesso anno i tonnellaggi di queste due merci provenienti dall'impero britannico furono rispettivamente il 6 e il 2% del totale. Il flusso provenne principalmente dall'impero coloniale francese.
Dal 1791 la rivoluzione haitiana indusse la città a cercare nuovi fornitori che potessero soddisfare le richieste della clientela. Tra il 1790 e il 1795 il caffè francese transitante nel porto precipitò da 6.949 tonnellate a 439, mentre quello inglese crebbe da 121 a 8.912 tonnellate; il caffè della Colonia della Giamaica si aprì il proprio spazio nel grande mercato tedesco da cui era rimasto fino ad allora sempre assente.
Questa rivoluzione dei mercati, assieme al boom commerciale statunitense degli anni 1790, indusse Toussaint Louverture (leader della rivoluzione haitiana) a firmare il 13 giugno del 1799 la "Convenzione commerciale tripartita" con la giovane repubblica statunitense e gli inglesi, sotto gli auspici del console generale americano dell'isola Edward Stevens; ciò produsse l'apertura al commercio dei porti di Haiti.

### Libri
- (FR) Silvia Marzagalli, Boulevards de La Fraude: Le Negoce Maritime Et Le Blocus Continental, 1806-1813: Bordeaux, Hambourg, Livourne, Presses Univ. Septentrion, 1999, ISBN 978-2-85939-600-8. URL consultato il 5 ottobre 2019.
- (EN) Steven Topik e Michelle Craig McDonald, Why Americans Drink Coffee The Boston Tea Party or Brazilian Slavery? (PDF) (archiviato dall'url originale il 23 agosto 2017).
- (EN) Seymour Drescher, Econocide: British Slavery in the Era of Abolition, Univ of North Carolina Press, 30 agosto 2010, ISBN 978-0-8078-9959-5. URL consultato il 5 ottobre 2019.
- (EN) Andrew Jackson O'Shaughnessy, An Empire Divided: The American Revolution and the British Caribbean, University of Pennsylvania Press, 14 dicembre 2015, ISBN 978-0-8122-9339-5. URL consultato il 5 ottobre 2019.
- (EN) M. O. Koshy, The Dutch Power in Kerala, 1729-1758, Mittal Publications, 1989, ISBN 978-81-7099-136-6.
- (EN) Alicica Schrikker, Dutch and British Colonial Intervention in Sri Lanka, 1780-1815: Expansion and Reform, Brill, 2007, ISBN 978-90-04-15602-9.
- (EN) Duncan, James S., In the Shadows of the Tropics: Climate, Race and Biopower in Nineteenth Century Ceylon, Aldershot, Ashgate Publishing, Ltd., 2007, ISBN 978-0-7546-7226-5.
- (EN) Suckling, Horatio John, Ceylon: A General Description of the Island, Historical, Physical, Statistical, London, Chapman & Hall, 1876, ISBN 978-81-206-0934-1.
- (FR) Fabrice Pinard, Sur les chemins des caféiers, Etudes rurales.
- (EN) Marcelo de P. Abreu e Afonso S. Bevilaqua, Brazil as an export economy, 1880-1930 (PDF), collana workshop on the Latin American Export Economies for the project on the Economic History of Latin America in the 20th Century (da Panajachel al Guatemala), 1996. URL consultato il 23 settembre 2019 (archiviato dall'url originale il 14 settembre 2017).
- (EN) Benoit Daviron e Stefano Ponte, The Coffee Paradox: Global Markets, Commodity Trade and the Elusive Promise of Development, Zed Books, 2013, ISBN 978-1-84277-457-1. URL consultato il 6 ottobre 2019.
- (FR) Jean-Michel Filliot, La traite des esclaves vers les Mascareignes au XVIIIe siècle / J.-M. Filliot, 1974. URL consultato il 6 ottobre 2019.
- (EN) Steven Topik, The World Coffee Market in the Eighteenth And Nineteenth Centuries, from Colonial To National Regimes (PDF), 2004. URL consultato il 6 ottobre 2019 (archiviato dall'url originale il 15 febbraio 2017).
- (FR) Alphonse de Candolle, Géographie botanique raisonnée ou Exposition des faits principaux et des lois concernant la distribution géographique des plantes de l'époque actuelle. Tome 2 / par Alph. de Candolle,..., 1855. URL consultato il 6 ottobre 2019.
- (FR) G.-E. Coubard d'Aulnay, Monographie du café: ou Manuel de l'amateur de café, ouvrage contenant la description et la culture du cafier, l'histoire du café ..., Delaunay, 1832. URL consultato il 6 ottobre 2019.
- (FR) Charles Cunat, Saint-Malo illustré par ses marins, précédé d'une notice historique sur cette ville, 1857. URL consultato il 6 ottobre 2019.
- (FR) Henri Welter, Essai sur l'histoire du café, C. Reinwald, 1868. URL consultato il 6 ottobre 2019.
- (FR) François Victor Mérat e Adrien Jacques de Lens, Dictionnaire universel de matière médicale et de thérapeutique générale : contenant l'indication, la description et l'emploi de tous les médicamens connus dans les diverses parties du globe, Paris : J.-B. Baillière, Méquignon-Marvis, Gabon, 1829. URL consultato il 6 ottobre 2019.
- (EN) Kenneth Davids, Coffee: a guide to buying, brewing, and enjoying, St. Martin's Griffin, 2001, ISBN 0-312-24665-X.
- (EN) Anthony Wild, The East India Company Book of Coffee, Harper Collins, 10 aprile 1995, ISBN 0-00-412739-0.
- (FR) Paul Butel, Européens et espaces maritimes: vers 1690-vers 1790, Presses Univ de Bordeaux, 1997, ISBN 978-2-86781-194-4. URL consultato il 6 ottobre 2019.
- (FR) L'Amérique Septentrionale et Méridionale: ou Description de cette grande partie du monde ... un extrait des voyages au Pôle boréal ; et enfin l'Islande, Groenland, le Spitzberg, etc. Avec un précis de la découverte, de la conquête et de l'origine des anciens peuples; de leurs mœurs, usages, coutumes et religions. Les arts, sciences, commerce, manufactures et gouvernemens divers dans leur état actuel ; les productions naturelles, les curiosités, etc., etc, É. Ledoux, 1835. URL consultato il 6 ottobre 2019.
- (FR) Jean-Marie Dulix Théodat, Haïti république dominicaine: une île pour deux, 1804-1916, KARTHALA Editions, 1º gennaio 2003, ISBN 978-2-84586-379-8. URL consultato il 5 ottobre 2019.
- (FR) Philip P. Boucher, Les Nouvelles-Frances: la France en Amérique, 1500-1815, Les éditions du Septentrion, 2004, ISBN 978-2-89448-375-6. URL consultato il 6 ottobre 2019.
- (FR) Jean Baptiste G. Wallez, Précis historique des négociations entre la France et Saint-Domingue, 1826. URL consultato il 5 ottobre 2019.

### Pubblicazioni
- (FR) Laure Pineau-Defois, Un modèle d'expansion économique à Nantes de 1763 à 1792 : Louis Drouin, négociant et armateur, in Histoire, économie & société, vol. 23, n. 3, 2004,  pp. 367-395, DOI:10.3406/hes.2004.2430. URL consultato il 5 ottobre 2019.
- (EN) Robert A. Rice, A Place Unbecoming: The Coffee Farm of Northern Latin America, in Geographical Review, vol. 89, n. 4, 1999,  pp. 554-579, DOI:10.2307/216102, JSTOR 216102.
- (FR) Paul Butel, Le trafic colonial de Bordeaux, de la guerre d'Amérique à la Révolution, in Annales du Midi, vol. 2, n. 1, 1989,  pp. 472-491, DOI:10.3406/anami.1989.2920. URL consultato il 6 ottobre 2019.
- (FR) François Souty, Agriculture et système agricole au Suriname dé la fin du XVIIe à la fin du XVIIIe siècle, in Outre-Mers. Revue d'histoire, vol. 69, n. 256, 1982,  pp. 193-224, DOI:10.3406/outre.1982.2379. URL consultato il 6 ottobre 2019.
- (FR) Roger Massio, Un dossier de plantation de Saint-Domingue (1745-1829), in Revue d'histoire de l'Amérique française, vol. 5, n. 4, 1952,  pp. 542-577, DOI:10.7202/802135ar. URL consultato il 6 ottobre 2019.